# Paul-François Vranken
Paul-François Vranken (* 18. Mai 1947 in Lüttich) ist ein belgischer Champagnerhersteller.

## Leben
Nach einem Jurastudium begann er seine berufliche Laufbahn in der französischen Filiale des Großkonzerns Bass and Charrington, die für den lokalen Markt einige Whisky-Marken importiert und verschiedene Champagner-Marken vermarktete. Das Handelshaus übertrug dem damals 23-Jährigen den Verkauf der Champagnermarke De Castellane auf dem belgischen Markt. Innerhalb der 2 ersten Jahre konnte er den Verkauf von 0 auf ca. 160.000 Flaschen / Jahr steigern. Aufgrund einer Erfolgsbeteiligung erhielt er 130.000 französische Francs.
Im Jahr 1976 beschloss er, seine eigene Firma zu gründen. Die damalige Erfolgsprämie investierte er in den Ankauf von 16.000 kg Trauben in der Champagne. Den daraus gewonnenen Most baute er selbst aus und konnte den Großhandel für den Verkauf seiner Produkte gewinnen, die er unter dem Namen Vranken vermarktete. Diese Vorgehensweise war Mitte der 1970er Jahre neu.
Im Jahr 1978 kaufte er die Marke Veuve Monnier, im Jahr 1983 die Cognac-Marke Charles Lafitte. Im selben Jahr gründete er die Champagnermarke gleichen Namens.
Nach der zwischenzeitlichen Übernahme von weiteren kleinen Handelshäusern und ersten Weingütern kaufte er 1996 die bekannte Marke Heidsieck & Co. Monopole. Zwei Jahre später ging seine Firma an die Pariser Börse.
Mit dem erhöhten Kapital aus dem Börsengang kaufte er Pommery sowie das erste Portwein-Handelshaus namens Rozés. Im Jahr 2005 übernahm er die weltweite Distribution der Roséweine Listel.
Seine Gruppe Vranken-Pommery Monopole machte im Jahr 2005 einen konsolidierten Umsatz von 288 Millionen Euro.